# Mixogaster conopsoides
Mixogaster conopsoides är en tvåvingeart som beskrevs av Macquart 1842. Mixogaster conopsoides ingår i släktet Mixogaster och familjen blomflugor. Inga underarter finns listade i Catalogue of Life.